# Oktiàbrskaia (Penza)
|  | Per a altres significats, vegeu «Oktiàbrskaia». |

Oktiàbrskaia (Октябрьская en rus) - és un poble de l'óblast de Penza, a Rússia, que en el cens del 2010 tenia 36 habitants.